# Raumetengrün

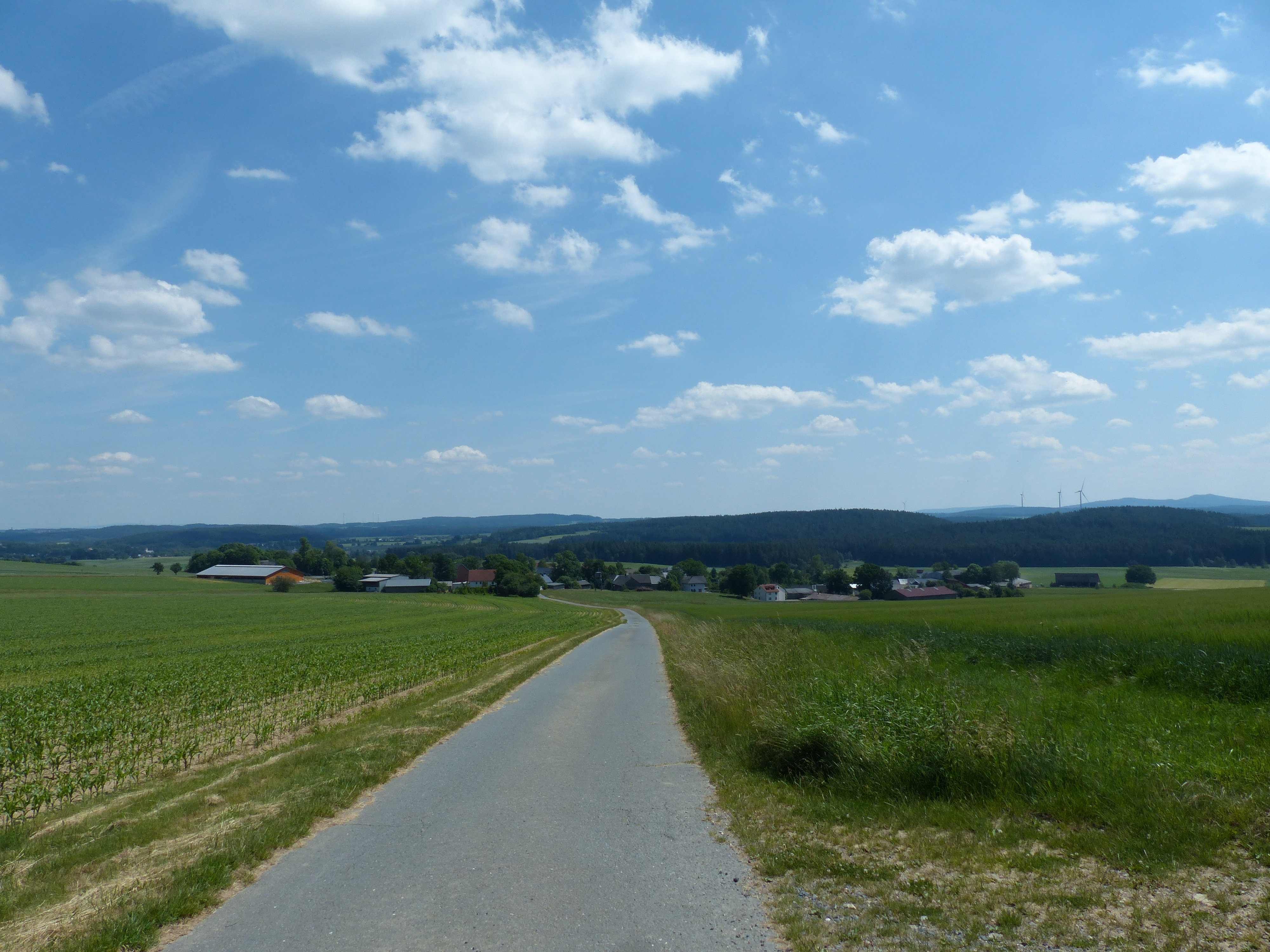
Ortsansicht aus Richtung Kirchenlamitz

Raumetengrün ist ein Gemeindeteil der Stadt Kirchenlamitz im Landkreis Wunsiedel im Fichtelgebirge (Oberfranken, Bayern).
Das Dorf liegt in der Gemarkung 2022, deren Fläche auch Hohenbuch einschließt und 658,57 ha beträgt.
Kirchenlamitz befindet sich zwei Kilometer nordwestlich, Marktleuthen zwei Kilometer südöstlich. Nahe im Westen liegt der Hausberg Epprechtstein; an Raumetengrün führt die Staatsstraße 2177 vorbei.
Von 1356 ist ein Verkauf des damaligen „Reynbotengrün“ durch die Wild vom Epprechtstein an den Burggrafen von Nürnberg bezeugt. 1818 wurde Raumetengrün zusammen mit dem Gemeindeteil Hohenbuch eine selbstständige Gemeinde. Diese wurde am 31. Dezember 1977 aufgelöst. Ihr Hauptteil kam zu Kirchenlamitz. Ein kleinerer Teil wurde der Stadt Marktleuthen zugesprochen.